# Riichirō Inagaki
Riichirō Inagaki (稲垣理一郎?, Inagaki Riichirō; Tokyo, 20 giugno 1976) è un fumettista giapponese.
È noto principalmente per essere il creatore della storia dei manga Eyeshield 21, disegnato da Yūsuke Murata, e Dr. Stone, disegnato da Boichi. Ha vinto la settima edizione dello "Story King" su Shōnen Jump.

## Opere
- Nando demo 6 gatsu 13 nichi (何度でも6月13日? 2001, pubblicato su Big Comic Spirits)
- Square Freeze (スクウェアフリーズ?, Sukuwea Furīzu, 2001, pubblicato su Big Comic Spirits)
- LOVE LOVE Santa (LOVE LOVE サンタ? 2002, pubblicato su Big Comic Spirits)
- Eyeshield 21 (アイシールド21?, Aishīrudo nijūichi, 2002–2009, pubblicato su Shōnen Jump e disegnato da Yūsuke Murata)
- Dr. Stone (ドクターストーン?, Dokutāsutōn, 2017–2022, pubblicato su Shōnen Jump e disegnato da Boichi)
- Trillion game (トリリオンゲーム?, Toririon Gēmu, 2020-in corso, pubblicato su Big Comic Superior e disegnato da Ryoichi Ikegami)